# Liste des fugitifs recherchés par la France
Cette page liste les fugitifs activement recherchés par les autorités françaises.

## Fugitifs recherchés
- Xavier Dupont de Ligonnès (Pour homicides, en cavale depuis 2011, notice bleue non diffusée)[1]
- Mohamed Amra (dit la Mouche) (pour évasion, en cavale depuis 2024, fiche interpol)[2] il est arrêté près de Bucarest en Roumanie le 22 février 2025
- Karim Ouali (pour homicide, en cavale depuis 2011, repéré à Hong Kong en 2018, fiches Interpol / Europol)[3]
- Fabien Clain (terrorisme, départ en Syrie en 2015, présumé mort en 2019, interpol)[4]
- Hayat Boumeddienne (terrorisme, en zone irako-syrienne depuis 2015 [Interpol non publiée[5]])[6]
- Cyril Astruc (fraude à la TVA, en cavale en Israël depuis 2018, fiche Interpol)[7]
- Farid Toloun (homicides, en cavale depuis 2022 [ou avant], fiche Europol[8]
- Dominique Delattre (braquages), fiche Europol[9]

## Informations complémentaires
Les listes des notices rouges d'Interpol n'étant publiées qu'au cas par cas, il n'est pas étonnant que certains fugitifs, comme Xavier Dupont de Ligonnès, n'aient de fiche publique sur le site d'Interpol. Certains observateurs notent que seulement 7000 notices rouges sont publiées sur internet, sur un total de 27000 actives. Leur publication dépend de nombreux critères selon les enquêteurs.